# Asaphidion
Asaphidion is een geslacht van kevers uit de familie van de loopkevers (Carabidae). De wetenschappelijke naam van het geslacht is voor het eerst geldig gepubliceerd in 1886 door Gozis.

## Soorten
Het geslacht Asaphidion omvat de volgende soorten:
- Asaphidion alaskanum Wickham, 1919
- Asaphidion angulicolle (A. Morawitz, 1862)
- Asaphidion austriacum Schweiger, 1975
- Asaphidion caraboides (Schrank, 1781)
- Asaphidion championi Andrewes, 1924
- Asaphidion cuprascens Andrewes, 1925
- Asaphidion cupreum Andrewes, 1925
- Asaphidion curtum (Heyden, 1870)
- Asaphidion cyanicorne (Pandelle, 1867)
- Asaphidion cyprium Maran, 1934
- Asaphidion delatorrei Uyttenboogaart, 1928
- Asaphidion domonense Minowa, 1932
- Asaphidion fabichi Maran, 1934
- Asaphidion festivum (Jacquelin du Val, 1851)
- Asaphidion flavicorne (Solsky, 1874)
- Asaphidion flavipes (Linne, 1761)
- Asaphidion formosum Andrewes, 1935
- Asaphidion fragile Andrewes, 1925
- Asaphidion ganglbaueri J. Muller, 1921
- Asaphidion granulatum Andrewes, 1925
- Asaphidion griseum Andrewes, 1925
- Asaphidion indicum (Chaudoir, 1850)
- Asaphidion nadjae Hartmann, 2001
- Asaphidion nebulosum (P. Rossi, 1792)
- Asaphidion obscurum Andrewes, 1925
- Asaphidion ornatum Andrewes, 1925
- Asaphidion pallipes (Duftschmid, 1812)
- Asaphidion pictum (Kolenati, 1845)
- Asaphidion rossii (Schaum, 1857)
- Asaphidion semilucidum (Motschulsky, 1862)
- Asaphidion stierlini (Heyden, 1880)
- Asaphidion substriatum Andrewes, 1925
- Asaphidion subtile Breit, 1912
- Asaphidion tenryuense Habu, 1954
- Asaphidion transcaspicum (Semenov, 1889)
- Asaphidion triste Andrewes, 1935
- Asaphidion ussuriense Jedlicka, 1965
- Asaphidion viride Andrewes, 1925
- Asaphidion weiratheri Netolitzky, 1935
- Asaphidion yukonense Wickham, 1919